# 주태
주태(周泰, ? ~ ?)는 중국 후한 말 손권 휘하의 장군으로 자는 유평(幼平)이며 양주 구강군 하채현(下蔡縣) 사람이다. 한미한 출신으로서 자수성가했다. 손권이 산월의 습격으로 목숨이 위험했을 때 몸을 던져 구했다. 싸우다 생긴 수많은 흉터들에 손권이 눈물을 흘렸다.

## 생애

### 12개의 상처가 남았사옵니다
장흠과 함께 손책의 측근이 되어 많은 공을 세웠다. 196년(건안 원년) 손책이 회계태수 왕랑을 무찌르고 회계군을 점유하면서 별부사마가 되어 병사를 받았다. 이는 회계를 치기 전에 별부사마가 된 장흠보다는 약간 늦은 것이다. 손권은 주태가 마음에 들어서 형에게 주태를 붙여달라고 청했다. 198년 조랑, 태사자 등이 항거하고 있던 단양 6개 현을 손책이 정복할 동안 손권은 선성(宣城)을 지키고 있었는데, 병사가 채 천 명이 안 되는데도 경계를 소홀히 하다가 산월 수천 명의 습격을 받았다. 손권은 비로소 말에 올라탔으나 이미 창칼이 오고 가고 안장을 찍기도 하였다. 모두가 당황하는 속에서 오로지 주태만이 용감무쌍하게 몸을 던져 손권을 지키니 좌우도 주태로 말미암아 함께 싸워 마침내 적을 물리쳤다. 주태는 열두 군데나 상처를 입었고 한참이 지나서야 되살아났다. 주태 덕분에 손권이 살았으므로 손책은 매우 고마워하며 단양군 춘곡현장(春穀―, 지금의 안후이성 판창 현)으로 보임시켰다. 199년 손책을 따라 여강태수 유훈의 본거지 환현(皖縣, 지금의 안후이성 첸산 현)을 점령했고, 유훈을 도운 강하태수 황조까지 쳐부수었다. 돌아오는 길에 예장군 의춘현장(宜春―, 지금의 장시성 위안저우구)에 임명되었다.

### 손권의 신임
208년 손권을 따라 황조 토벌에 공을 세웠다. 적벽 전투에서는 주유, 정보 휘하에서 조조군을 막아냈고, 이어서 남군의 조인을 공격하는 데에도 참전했다. 이후 잠(岑)에 주둔했다. 217년 유수(濡須)로 쳐들어온 조조를 격퇴하는 데 기여하고 유수독 겸 평로장군(平虜將軍)에 올랐다. 주연, 서성 등의 장수들이 주태에게 복종하지 않자 손권이 특별히 유수오로 와 성대한 연회를 베풀었다. 술을 돌리다 주태에 이르자 옷을 벗게 하고 흉터를 일일이 가리키며 어떻게 생긴 것인지 물었다. 주태가 하나하나 옛 전투에 대해 답하니 손권이 그 팔을 잡고 눈물을 흘리며 말하였다. “유평, 경은 나의 형제를 위해 호랑이처럼 싸우면서도 몸과 목숨을 아끼지 않았소. 살갗에는 그림을 새긴 양 수십 개의 흉터가 생겨버렸소. 내 어찌 형제의 은혜로써 대하지 않으며 중임을 맡기지 않을 수가 있겠소? 경은 오나라의 공신이오. 영화와 치욕, 기쁨과 걱정을 마땅히 나와 함께할 것이오. 유평, 한미한 가문이라고 스스로 물러나지 마시오.” 다음날 푸른 비단 덮개[靑縑蓋]를 하사받았다. 이에 서성 등도 순종하였다. 손권이 관우를 파한 후 촉도 도모하고자 주태를 한중태수 겸 분위장군(奮威―)에 임명하고 능양후(陵陽侯)에 봉했다. 황무 연간(222년 ~ 229년)에 세상을 떠났다.

## 삼국지연의
사서가 아닌 소설 《삼국지연의》에서는 장흠과 함께 장강에서 사람들의 재물을 털었던 수적 출신으로 설정했다. 손책에게 임관한 후 유요의 수하 장영의 진영을 급습해 불을 지르는 것으로 첫 등장한다. 선성에서 산월로부터 손권을 구출하고 중상을 입어 목숨이 오락가락하는데 우번이 소개한 화타의 치료로 한 달 만에 회복한다.
적벽에서 초촉과 장남이 순찰선 20척으로 전투를 걸어오자 한당과 같이 출진하여 장남을 직접 베고 문빙까지 물리친다. 조조군이 화공에 분쇄된 후 이어진 남군 전투에서도 선봉에 서서 이릉을 점거한 감녕에게 닿는다. 유비가 손부인과 혼인하고 함께 동오에서 탈출할 때 장흠과 같이 추격한다.
유수구 전투(작중 215년)에서 장료, 서황, 허저의 군사들에 포위당한 손권을 또 온몸에 부상을 당해가며 구한다. 이전의 군사 속에 갇힌 서성마저 돌입하여 구한다. 전후 손권이 흉터를 일일이 가리키며 치하하는 일화가 이어진다. 상처 하나에 술 한 잔씩을 마시게 해 주태가 크게 취한다는 묘사를 더하였다. 조조와의 화의 후 장흠과 더불어 유수구를 지킨다. 형주 공방전에도 참여한다. 이릉 전투에서 가공의 동생 주평이 관흥에게 죽는다. 육손 밑에서 활약하며 만왕 사마가와 20여 합을 겨룬 끝에 거꾸러트린다. 이후로는 등장하지 않는다.

## 가계
- 장남 : 주소
- 차남 : 주승(周承)

## 같이 보기
- 삼국지 인물 목록

## 참고 문헌
- 《삼국지》55권 오서 제10 주태